# Радруж
Радруж (пол. Radruż) — село в Закерзонье (теперь — гмина Хорынец-Здруй, Любачувский повят в Подкарпатском воеводстве, Польша). Расположено на границе с Украиной. Численность населения 260 человек.
В селе находится деревянная церковь святой Параскевы первой половины XVI века, которая входит в всемирное наследие ЮНЕСКО. В ней сохранилась одна из старейших стенописей, сюжетно и композиционно совмещенная с иконостасом.